# 全国协调权威集团
全国协调权威集团（西班牙語：Bloque Magisterial de Concertación Nacional，缩写为BMCN）是秘鲁共和国国会的一个左翼议会党团。该党团成立于2022年5月14日，由自由秘鲁的8名异见议员组成，被视为支持佩德罗·卡斯蒂略政府的团体。